# بالگرد آمیخته

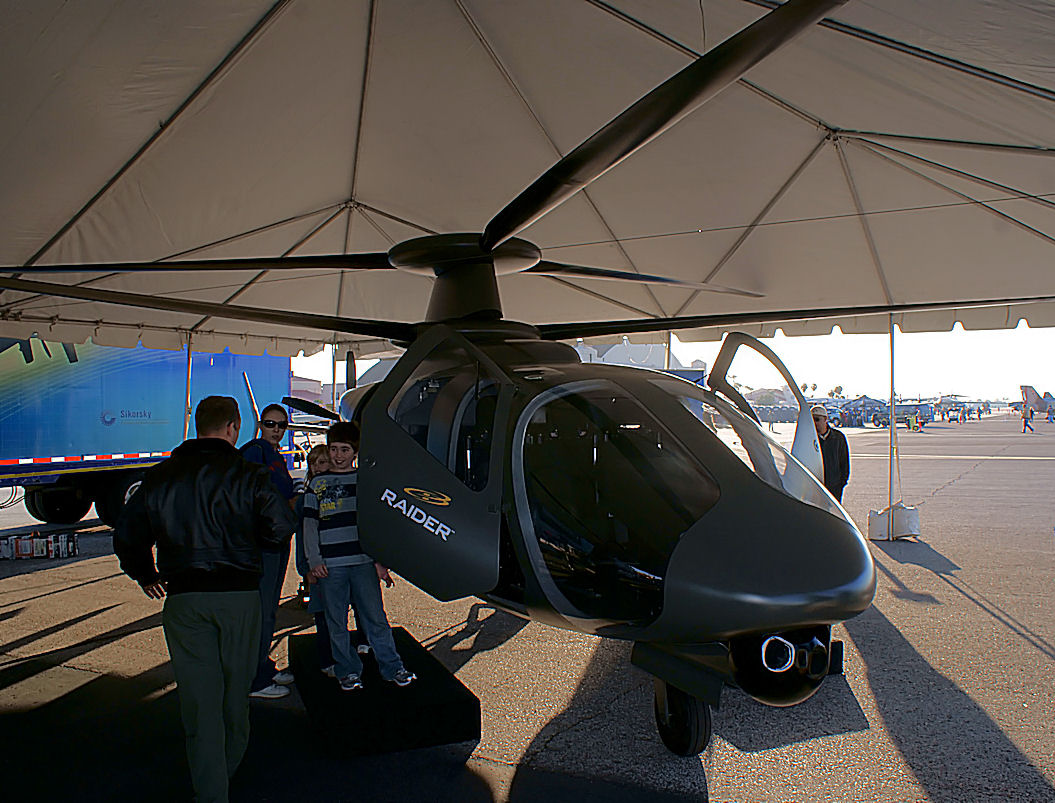
سیکورسکی اس-۹۷ جدیدترین پیش‌نمونه از کلاس بالگردهای آمیخته‌است.

بالگرد آمیخته (به انگلیسی: Gyrodyne) (جایروداین) نوعی هواگرد عمودپرواز مشابه بالگرد معمولی است که با انتقال نیروی موتور به پروانه اصلی (ملخ اصلی)، به‌صورت عمودی از زمین بلند می‌شود و کم‌کم نیرو را از پروانه اصلی برمی‌دارد و به پروانه یا پروانه‌های دیگر که حول محور طولی می‌گردند می‌سپارد تا این هواگرد پرواز کروز سریعی داشته باشد. در هنگام پرواز کروز، پروانهٔ اصلی همانند پروانهٔ بزرگ یک هواچرخ عمل می‌کند و خودگردی را آغاز می‌کند. در این هنگام نیروی موتور برای پروانه‌های دیگر به‌کار می‌رود. ایدهٔ ساخت این گونه از هواگردها در سال ۱۹۳۶ توسط مهندس بریتانیایی جیمز بِنِت ارائه شد که تا سال ۲۰۲۰ میلادی همچنان هیچ محصولی از این کلاس، تولید انبوه نشده‌است و در فاز آزمایشی قرار دارد. رکورد بیشترین بالگرد آمیختهٔ تولید شده در تاریخ، ۱۰ فروند و متعلق به پروژهٔ چه‌یه‌نه بود که در نهایت کنسل شد.

## تفاوت‌ها

### بالگرد معمولی

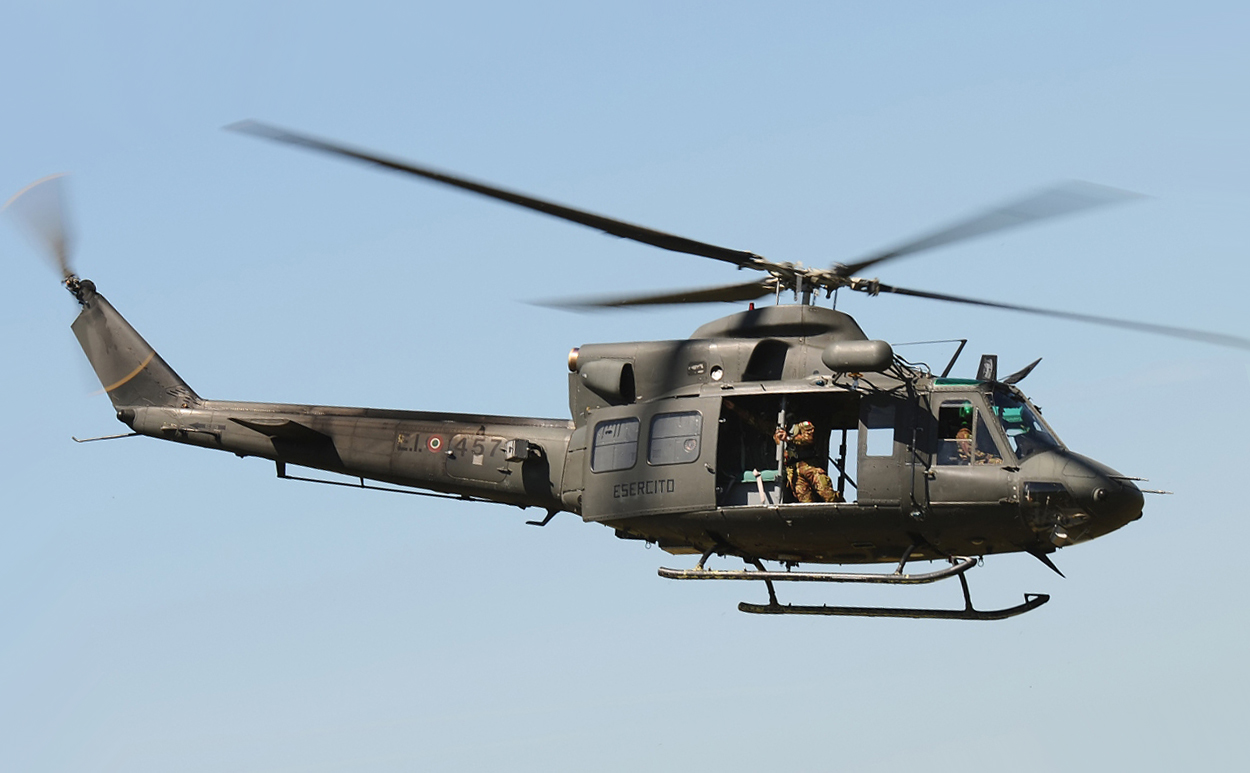
یک بالگرد معمولی

بالگرد نوعی از هواگردهای عمودپرواز است. در یک بالگرد معمولی، پروانهٔ اصلی وظیفهٔ غلبه بر نیروی گرانش را دارد. درواقع آن پروانه اصلی است که هردو نیروی برآر و رانش را تأمین می‌کند. در یک بالگرد معمولی، پروانه اصلی هوا را به پایین هل می‌دهد تا بالگرد از زمین بلند شود و میان زمین و آسمان معلق بماند. همچنین این پروانه اصلی با متمایل شدن به سمت جلو، هوا را به‌صورت مایل به عقب هل می‌دهد که در این صورت می‌تواند رانش کافی برای حرکت به جلو را فراهم سازد.

### هواچرخ

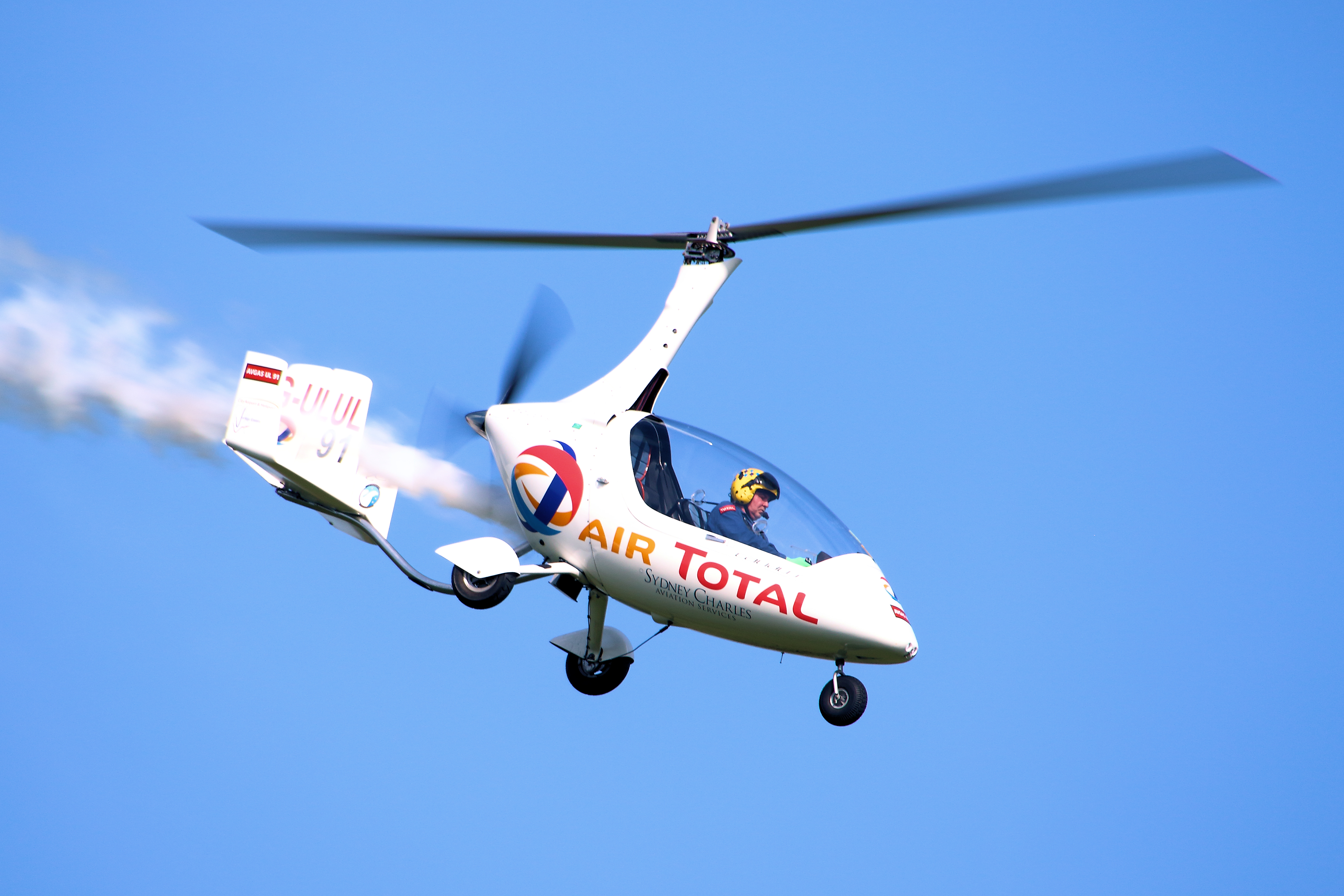
یک هواچرخ

از طرف دیگر در یک هواچرخ، پروانهٔ بزرگ به موتور متصل نیست. به عبارت دیگر هیچگونه نیروی مستقیمی از شفت یا چرخ‌دنده‌های موتور دریافت نمی‌کند. بلکه نیروی مورد نیاز برای حرکت پروانهٔ بزرگ، توسط پروانه کوچک فراهم می‌شود که به موتور وصل است؛ بنابراین هواچرخ همیشه در حالت خودگردی است؛ از این رو هواچرخ برای بلندشدن از سطح زمین به یک باند کوتاه نیاز دارد؛ بنابراین پروانه بزرگ همیشه به یک پروانهٔ رانش‌گر اصلی وابسته است. بعبارت دیگر موتور آن تنها به پروانهٔ کوچک متصل است تا رانش کافی برای حرکت هواچرخ رو به جلو فراهم شود. با گردش پروانهٔ کوچک، باد تولید می‌شود و پروانه بزرگ می‌گردد و همچنین در هنگام پرواز کروز، بادهای ورودی از روبرو نیز به پروانهٔ بزرگ برخورد می‌کنند که موجب کمک به چرخش پروانه بزرگ می‌شوند تا نیروی برآر بیشتری فراهم گردد؛ بنابراین بخشی از نیروی خود را از هوای روبرو می‌گیرد. هواچرخ حتی توانایی برخاستن به شیوهٔ عمودپرواز، ارتفاع‌گیری عمودی، و حتی هاور کردن را نیز دارد ولی در این شرایط به موتور فشار می‌آید. بعبارت دیگر اگر حرکت به جلو متوقف شود، پروانهٔ بزرگ نیز بخشی از گشتاور خود را از دست خواهد داد و تمام نیرو باید از سوی پروانهٔ کوچک تأمین شود تا پروانهٔ بزرگ لیفت را از دست ندهد.

### بالگرد آمیخته و طرز کار

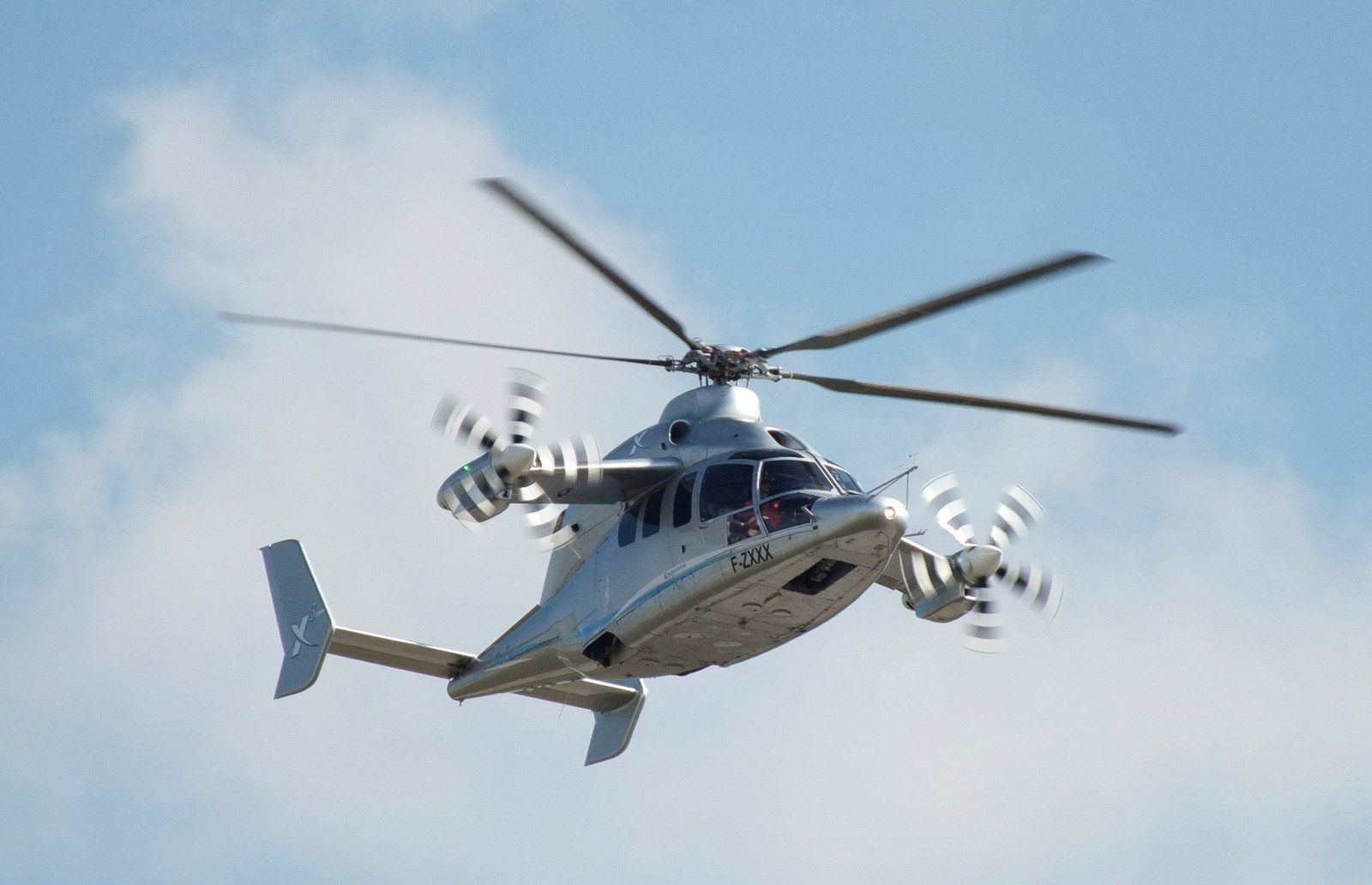
یک بالگرد آمیخته

«بالگرد آمیخته» آن کلاس از بالگردهاست که ویژگی بالگرد و هواچرخ را با هم آمیخته کرده‌است. به‌عبارت دیگر، سازوکار این نوع از بالگردها، آمیخته‌ای از ویژگی‌های بالگرد معمولی و هواچرخ است. بالگرد آمیخته دارای یک سامانهٔ پیشران است و موتور به پروانه بزرگ اتصال دارد که دقیقاً مشابه با پیشران در یک بالگرد معمولی است؛ ولی خلبان می‌تواند به‌طور اختیاری موتور را به پروانه کوچک نیز متصل کند تا نیروی برآر برای پرواز کروز فراهم شود. به این صورت که پس از برخاستن از زمین و ورود به فاز پرواز کروز، خلبان می‌تواند نیروی موتور را از پروانه بزرگ جدا کند و به پروانه یا پروانه‌هایی کوچکتر که حول محور طولی می‌چرند منتقل نماید.
در بالگرد آمیخته، این دو ویژگی با هم آمیخته شده‌اند و خلبان می‌تواند انتخاب کند که خواه نیرو را به پروانه بزرگ بدهد و عمودپرواز از زمین بلند شود یا به پروانه‌های کوچک بدهد تا همانند هواپیما یا هواچرخ از باند فرودگاه بلند شود و پس از آنکه سرعت گرفت و وارد فاز پرواز کروز شد، نیرو را از پروانه بزرگ کاملاً جدا کرده تا آن پروانه وارد مرحلهٔ خودگردی شود.
بالگردهای آمیخته معمولاً بالچه‌های ثابت نیز دارند که حین پرواز رو به جلو، مقداری از نیروی برآر را برای آنها تأمین می‌کند و اجازه می‌دهند که بار اضافی از روی پروانه بزرگ (ملخ خودگرد) برداشته شود. یک شبیه‌سازی رایانه‌ای نشان داد که در چنین هواگردی، ۹۱درصد از لیفت برعهدهٔ بالها و ۹ درصد بر عهدهٔ پروانه خودگرد است. البته باید توجه داشت که اگر بار از دوش پروانه بزرگ برداشته شود، دیگر وزن را پشتیبانی نمی‌کند و دچار هرزگردی خواهد شد؛ زیرا اکنون بالهای ثابت هستند که بر نیروی پسار غلبه نموده‌اند و بالگرد را در آسمان نگه‌داشته‌اند. در این صورت پروانه بزرگ آزادانه هرزگردی می‌کند و پایداری پرواز برهم خواهد خورد و احتمال «مست بامپینگ» نیز وجود خواهد داشت که خطر حادثه و سقوط را به همراه خواهد داشت.

## گالری همهٔ پروژه‌های آزمایشی کلاس بالگردهای آمیخته

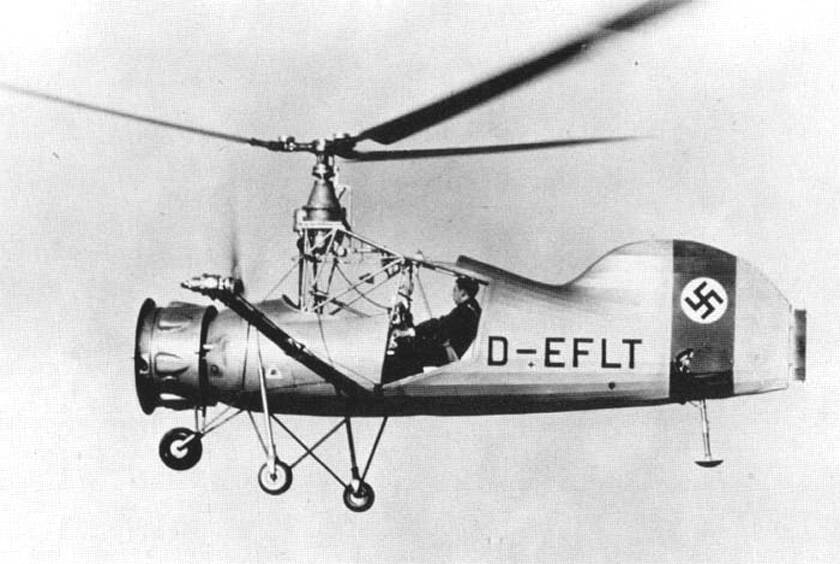
فلتنر ۱۸۵ محصول آلمان نازی ۱ فروند تولید شد.
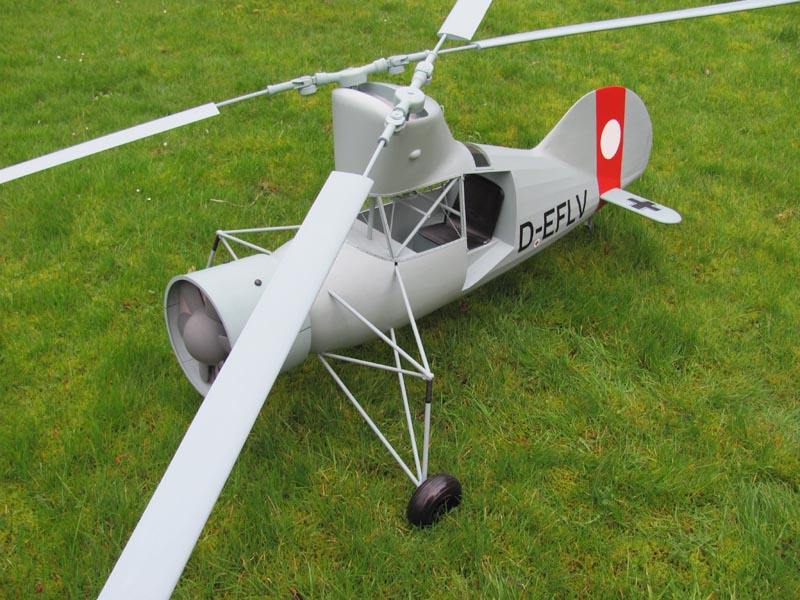
فلتنر ۲۶۵ محصول آلمان نازی ۶ فروند تولید شد.
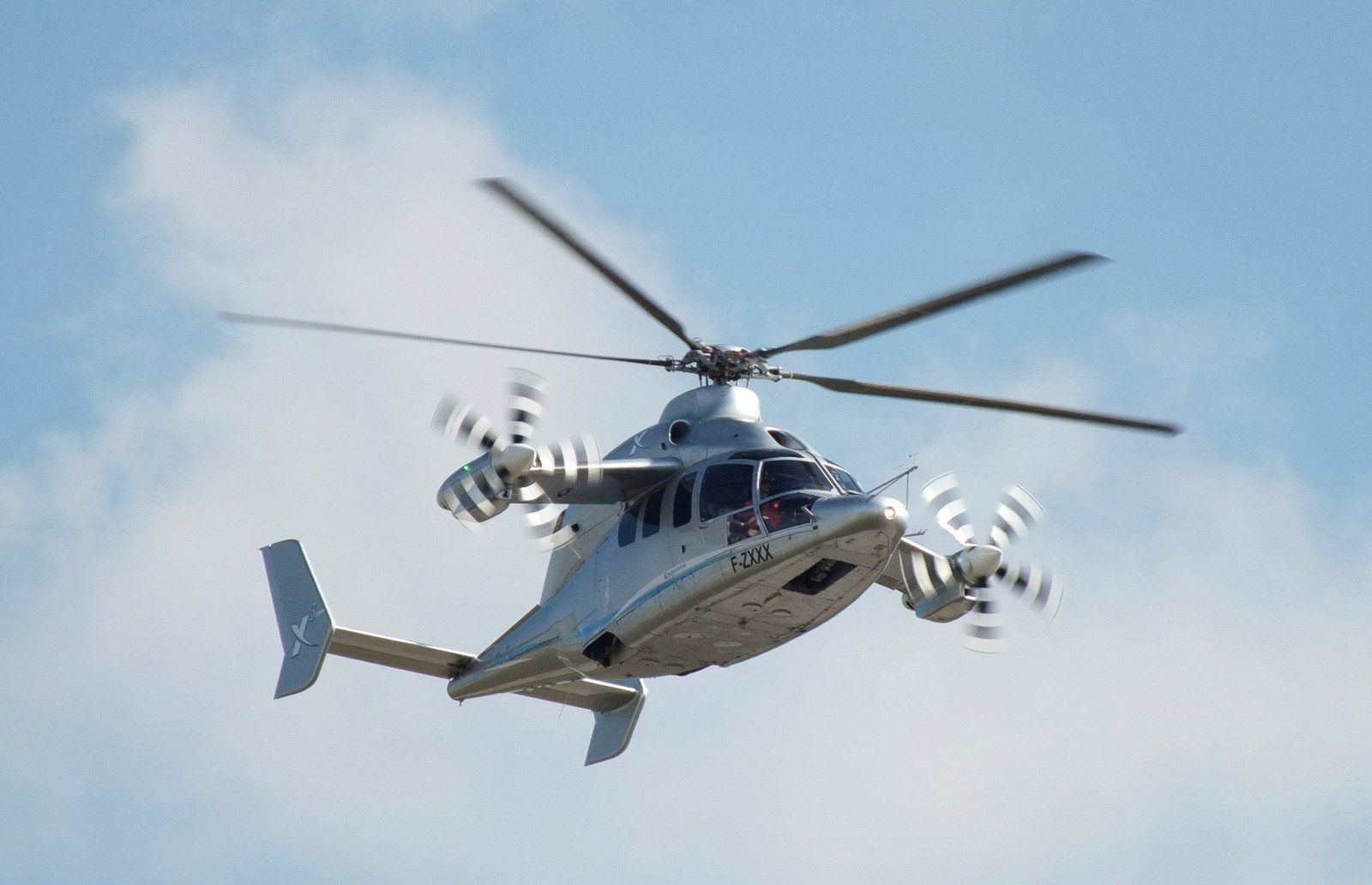
یوروکوپتر ایکس۳ محصول فرانسه ۱ فروند.
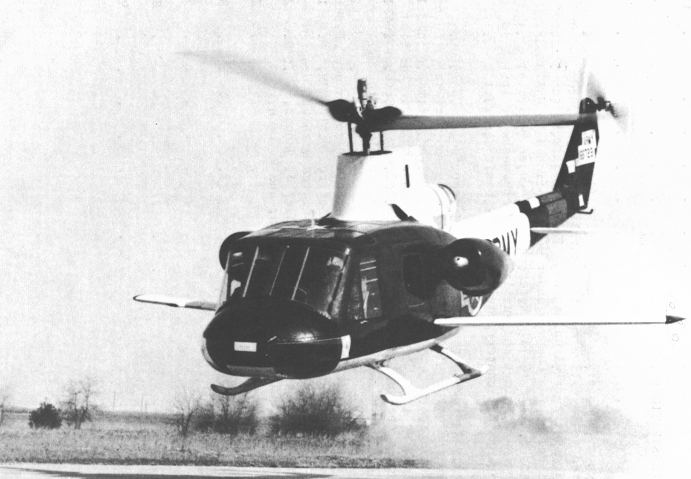
بل ۵۳۳ محصول ایالات متحده ۱ فروند
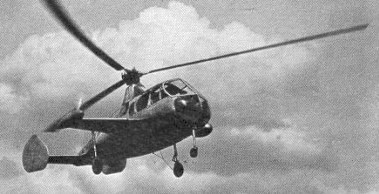
فیری اف‌بی-۱ محصول بریتانیا ۲ فروند
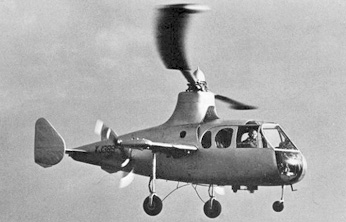
فیری جت‌جایرودین محصول بریتانیا ۱ فروند
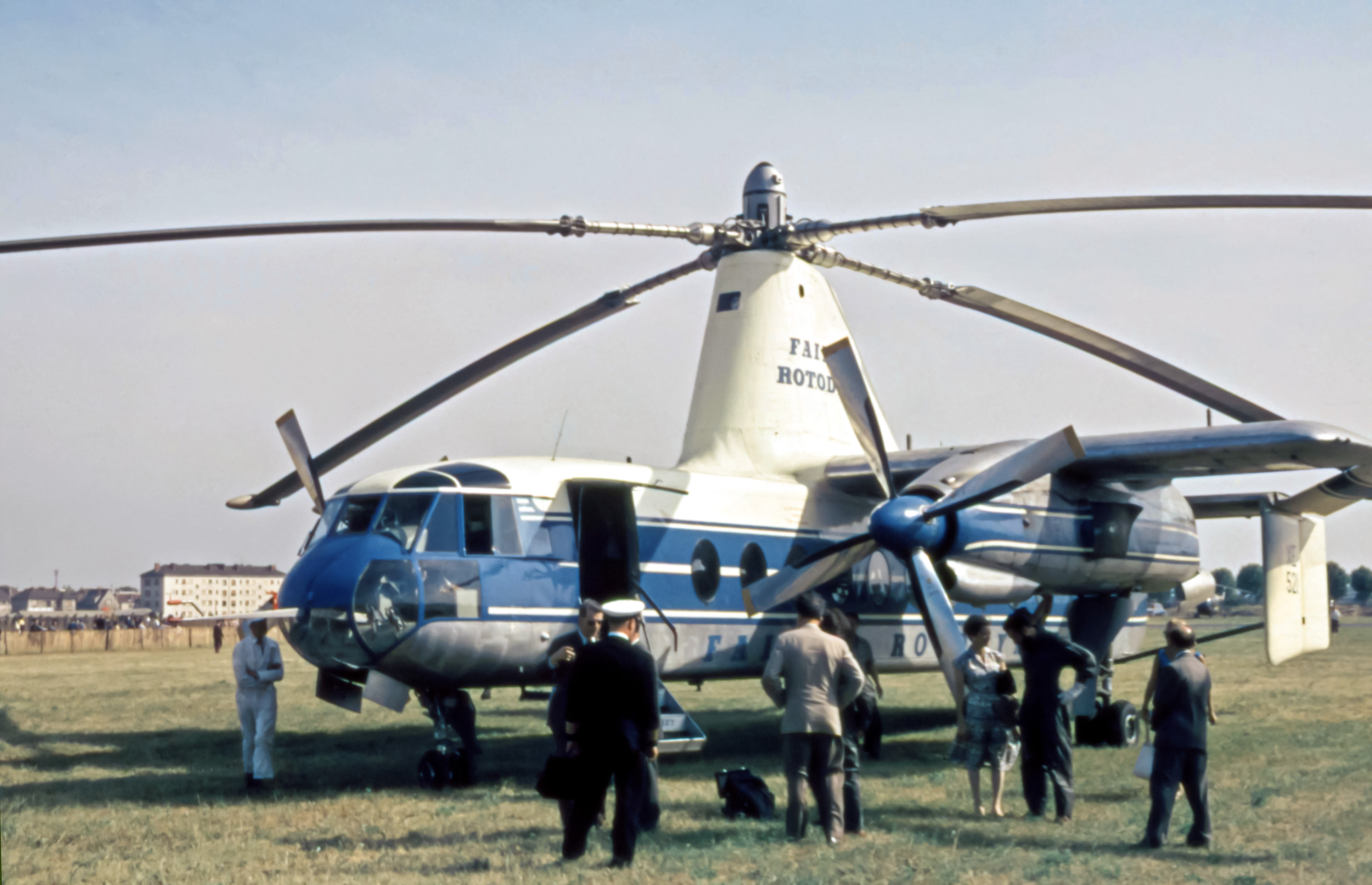
فیری روتودین محصول بریتانیا ۱ فروند
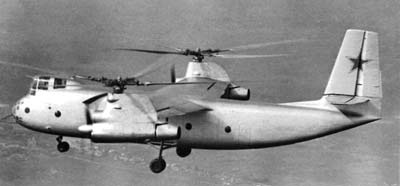
کاموف-۲۲ محصول شوروی سابق ۴ فروند
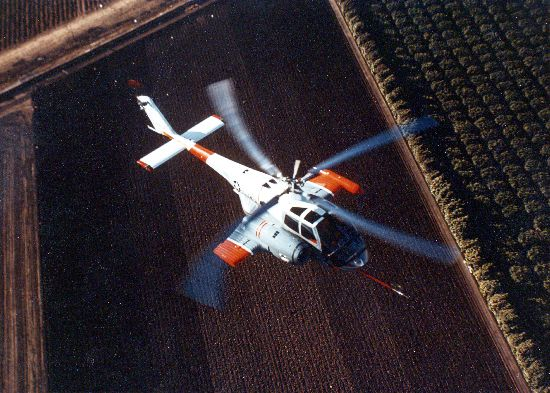
لاکهید اچ-۵۱ محصول ایالات متحده ۳ فروند
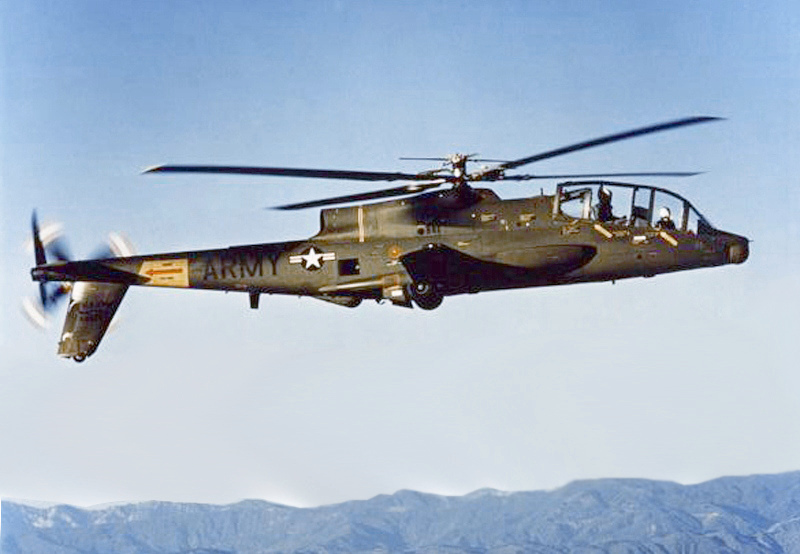
لاکهید ای‌اچ-۵۶ چه‌یه‌نه محصول ایالات متحده ۱۰ فروند
پیاسکی ۱۶-اچ محصول ایالات متحده ۱ فروند
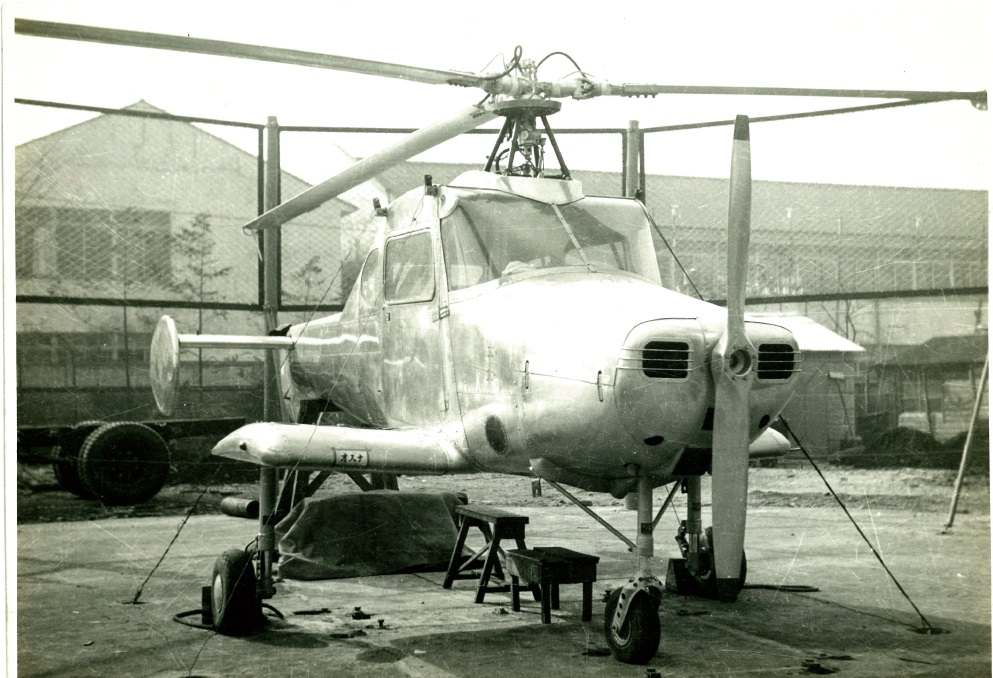
کایابا تایپ-۱ محصول ژاپن ۱ فروند
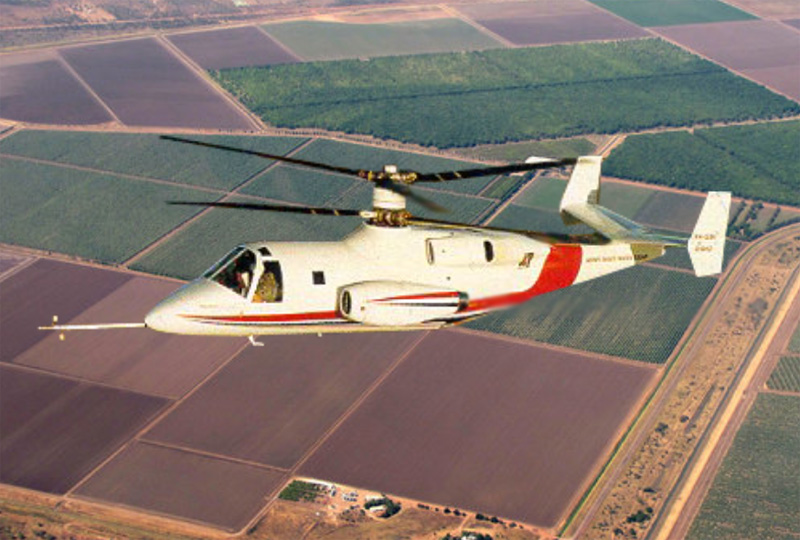
سیکورسکی اس-۶۹ محصول ایالات متحده ۲ فروند
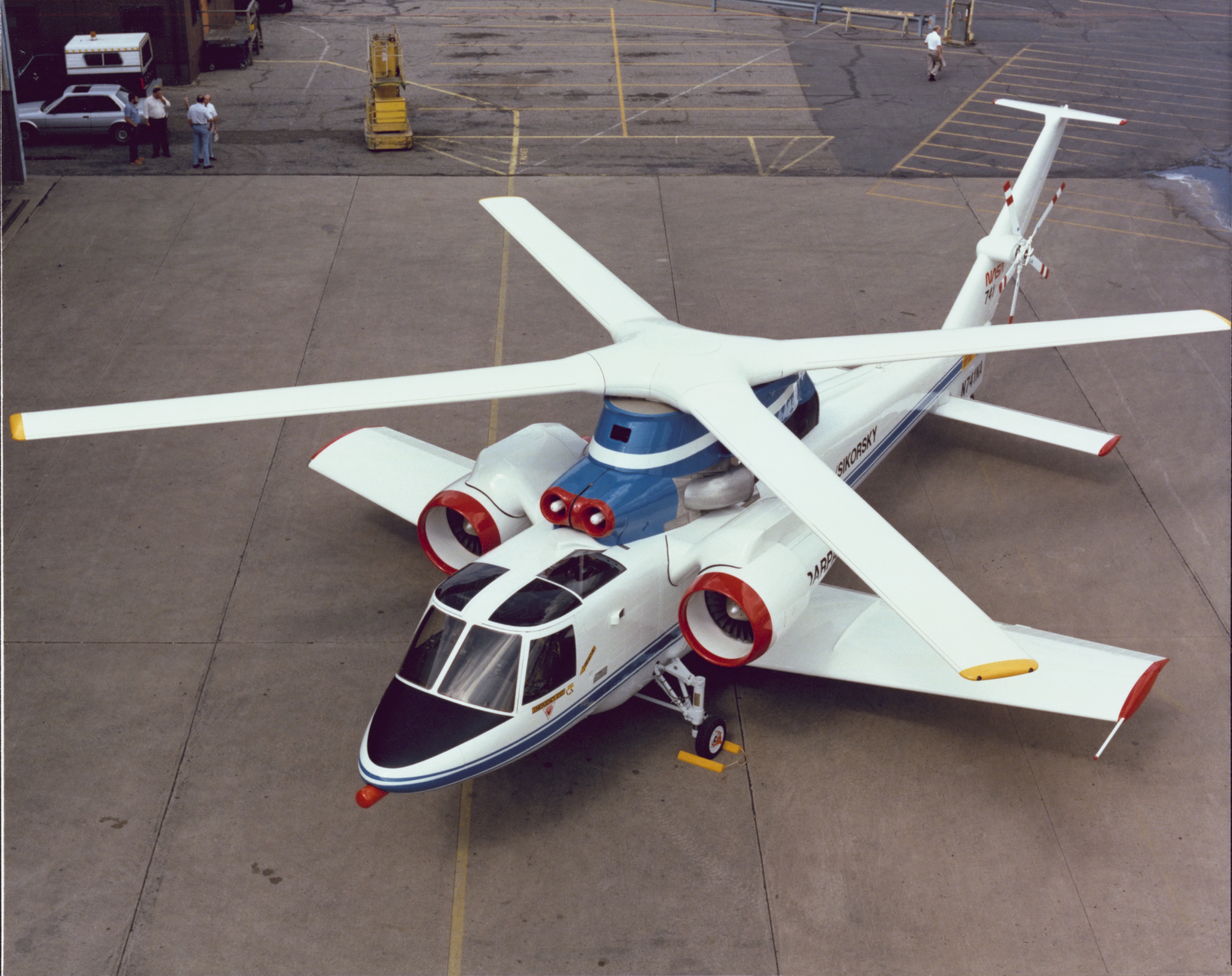
سیکورسکی اس-۷۲ محصول ایالات متحده ۲ فروند
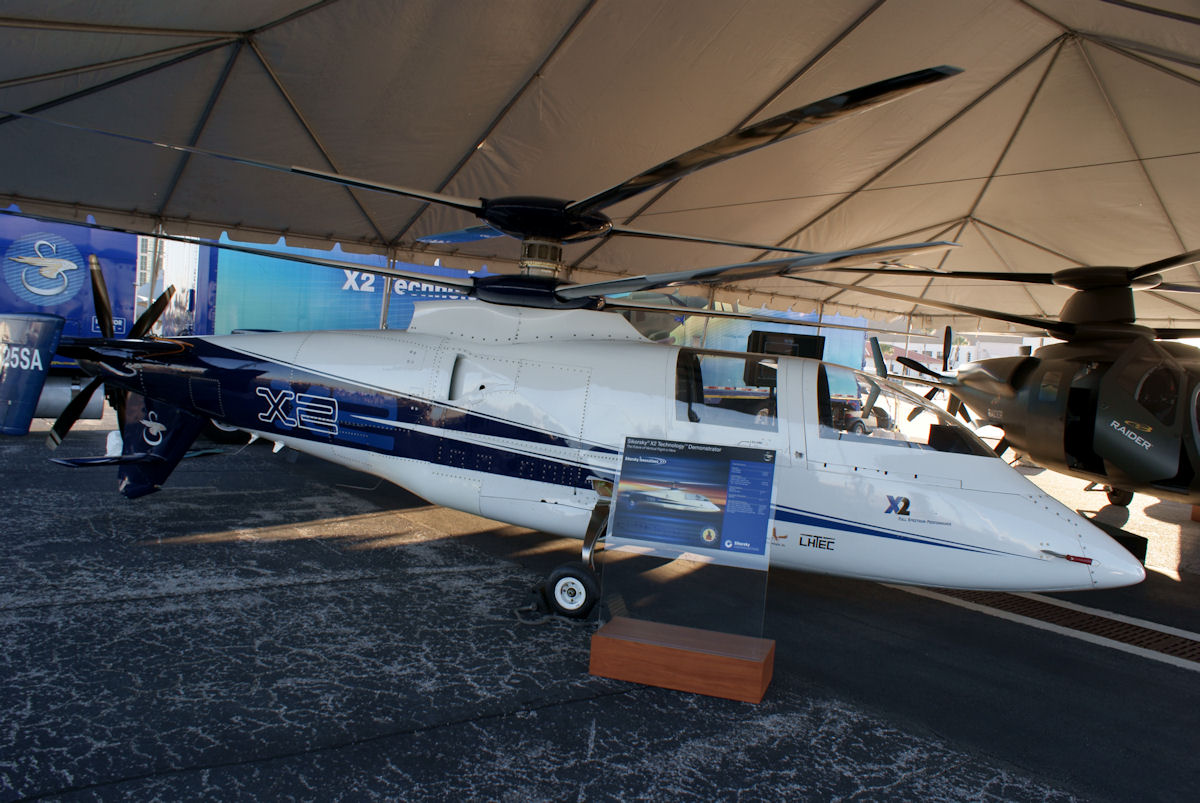
سیکورسکی ایکس ۲ محصول ایالات متحده ۱ فروند
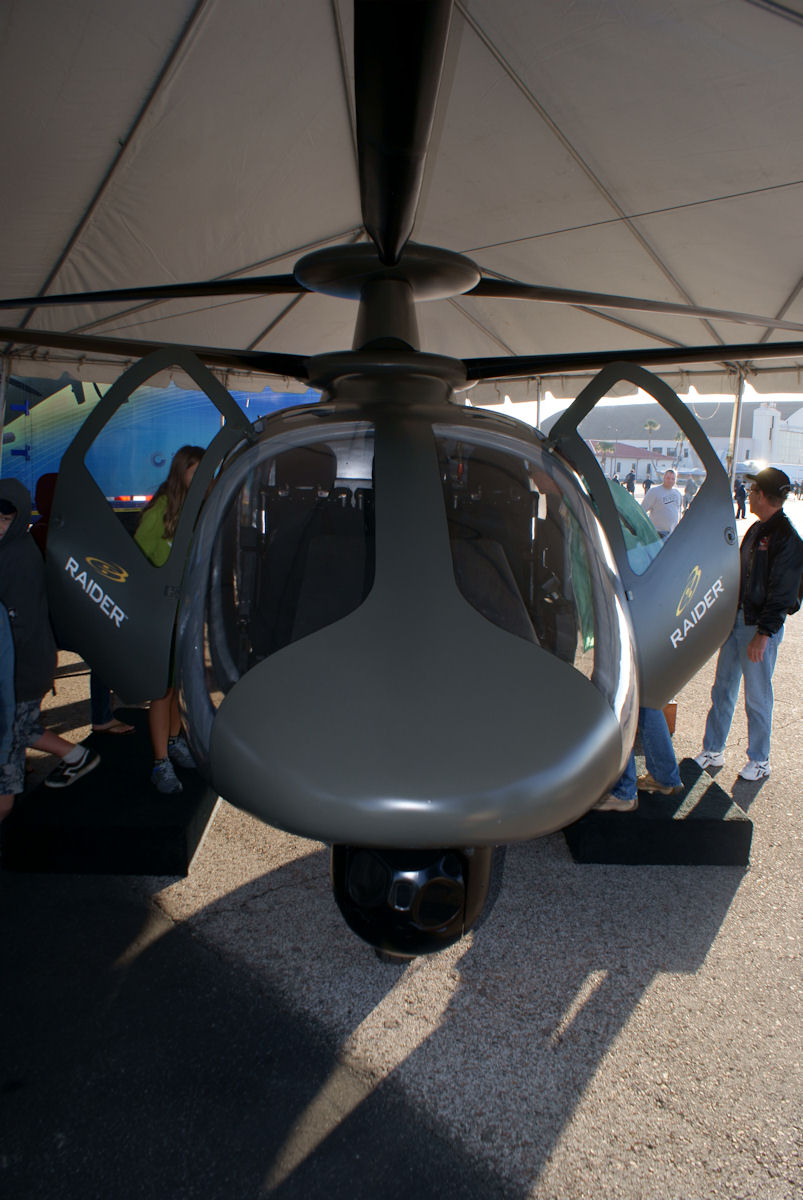
سیکورسکی اس-۹۷ رایدر محصول ایالات متحده ۳ فروند
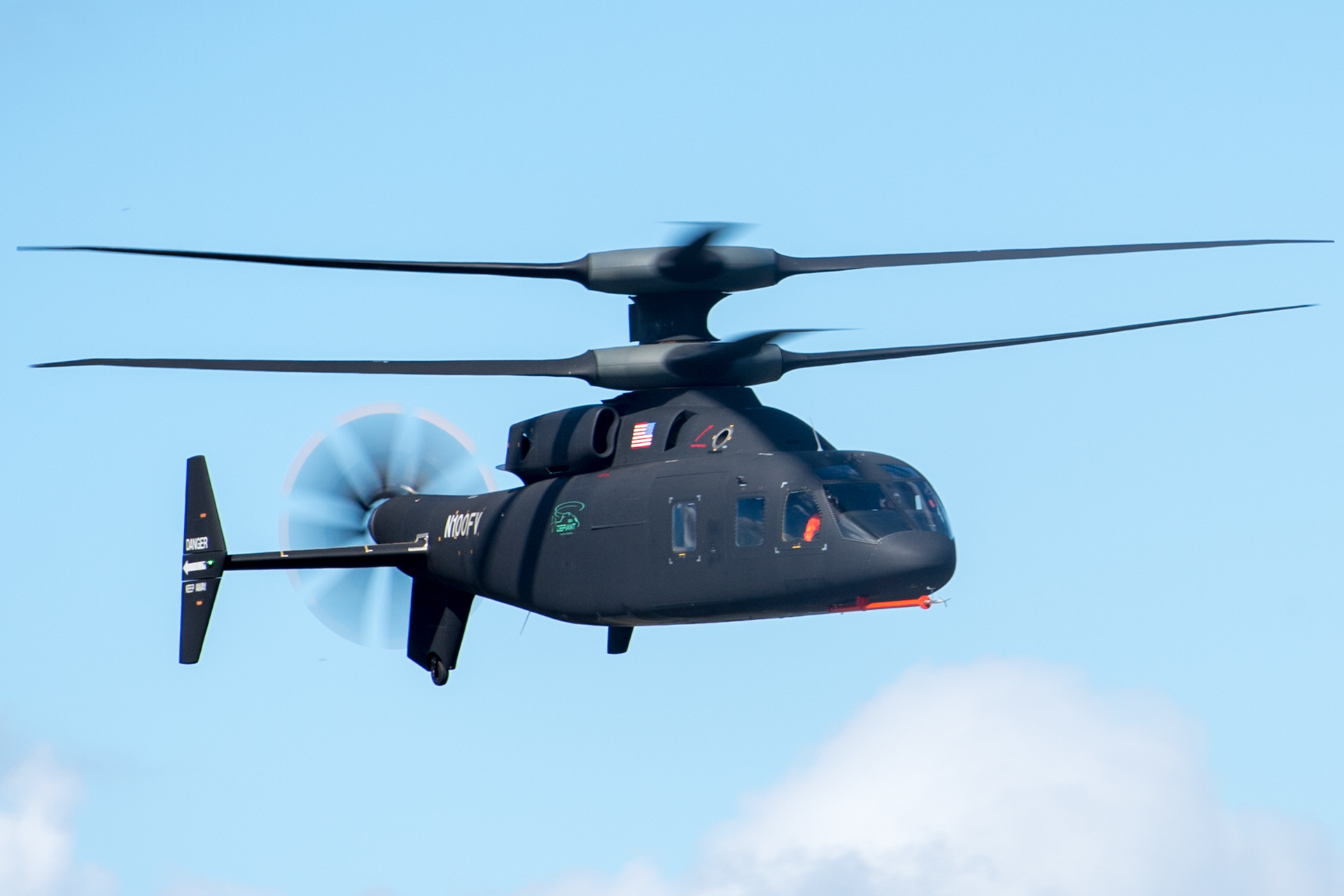
اس‌بی-۱ محصول ایالات متحده
 ۱ فروند